# Chú voi con ở Bản Đôn
"Chú voi con ở Bản Đôn" là ca khúc nhạc thiếu nhi được nhạc sĩ Phạm Tuyên sáng tác vào năm 1983 tại Đắk Lắk.

## Bối cảnh sáng tác
Năm 1983 nhạc sĩ Phạm Tuyên cùng nhạc sĩ Nguyễn Đức Toàn và nhạc sĩ Hoàng Vân đã đi thực tế ở Đắk Lắk để tìm cảm hứng sáng tác nhạc thiếu nhi. Ba ông đến Bản Đôn để xem voi, nhưng lúc đó đàn voi lớn đã đi lên rừng làm việc, chỉ có voi con trong bản. Nhạc sĩ Phạm Tuyên ấn tượng với con voi 6 tháng tuổi bị nhốt ở góc nhà. Tối hôm đó, Phạm Tuân đã sáng tác xong bài hát "Chú voi con ở Bản Đôn".
Theo lời hướng dẫn viên Trung tâm du lịch Buôn Đôn, con voi con nguyên mẫu trong bài hát này đã được Trung tâm Du lịch Buôn Đôn đành nuôi dưỡng cùng với đàn voi nhà. Tuy nhiên, khoảng nửa năm sau con voi đó đã chết. Trung tâm đã quyết định ướp xác voi con và lưu giữ tiêu bản để phục vụ khách du lịch.

## Đón nhận
Chỉ một thời gian ngắn sau khi được công bố, "Chú voi con ở Bản Đôn" đã trở thành một biểu tượng của tỉnh Đắk Lắk và được chọn làm nhạc hiệu cho đài truyền hình của tỉnh này. Bài hát được báo Thiếu niên Tiền Phong giới thiệu trên số Tết Trung Thu năm 1983; được Đài Truyền hình Việt Nam và Đài Tiếng nói Việt Nam tổ chức dàn dựng và phát sóng rộng rãi. Bộ Giáo dục và Đào tạo đưa "Chú voi con ở Bản Đôn" vào sách giáo khoa lớp 4 xuất bản năm 1984.
Bài hát đã giúp Bản Đôn trở thành điểm du lịch nổi tiếng, thu hút nhiều khách du lịch.

### Phiên bản remix
Năm 2011, bản phối ca khúc Chú voi con ở Bản Đôn remix dựa trên nền guitar và Nobody (Wonder Girls) của song sinh Tùng Lâm - Tùng Linh xuất hiện trên mạng và được nhiều bình luận khen ngợi. Tuy nhiên, nhiều ý kiến cho rằng việc remix một bài hát thiếu nhi có nhạc điệu vui tươi, trong sáng làm bài hát như bị “già” đi. Sau đó nhóm nhạc acoustic Củ Chi đã cover "Chú voi con ở Bản Đôn", kết hợp lời và giai điệu từ nhạc trẻ Hàn Quốc và thu hút nhiều lượt xem. Nói về những phiên bản này, cây bút Phạm Xuân Hùng từ báo Đắk Lấk đã viết: "hiếm có ca khúc Việt nào như "Chú voi con ở Bản Đôn" vừa có sức sống lâu bền, vừa luôn được tái tạo trên nền bản gốc, và đó cũng là câu chuyện âm nhạc để nhiều người phải suy ngẫm".
Tháng 4 năm 2024, nhà báo Phạm Hồng Tuyến - con gái Phạm Tuyên - đã chia sẻ với báo chí về bản phái sinh của ca khúc. Cô cho rằng đây là phiên bản lỗi của "Chú voi con ở Bản Đôn" và nói bài hát bị chuyển từ giọng trưởng sang giọng thứ; nghe rất khó chịu, không đúng tinh thần của bài hát gốc.
Nhà báo Nguyễn Hà của báo Quân đội nhân dân đã lên án gay gắt phiên bản này, gọi đây là "Chú voi con lạc điệu".